# Championnat d'Europe masculin de volley-ball 1981
Navigation
France 1979 RDA 1983
Le 12e championnat d'Europe masculin de volley-ball s'est déroulé du 19 au 27 septembre 1981 à Varna (Bulgarie).

## Équipes présentes
- Allemagne de l'Est
- Allemagne de l'Ouest
- Bulgarie
- Espagne
- Finlande
- France
- Italie
- Pologne
- Roumanie
- Tchécoslovaquie
- URSS
- Yougoslavie

## Composition des poules
| Poule A                                                              | Poule B                                               | Poule C                                             |
| -------------------------------------------------------------------- | ----------------------------------------------------- | --------------------------------------------------- |
| Site : Pazardjik Allemagne de l'Est Allemagne de l'Ouest France URSS | Site : Bourgas Espagne Italie Pologne Tchécoslovaquie | Site : Varna Bulgarie Finlande Roumanie Yougoslavie |

## Phase préliminaire

### Poule A -Pazardjik

#### Classement
| # | Équipe               | Pts | J | G | P | Sp | Sc | Ratio | Pp  | Pc  | Ratio |
| - | -------------------- | --- | - | - | - | -- | -- | ----- | --- | --- | ----- |
| 1 | URSS                 | 6   | 3 | 3 | 0 | 9  | 1  | 9     | 145 | 74  | 1.959 |
| 2 | Allemagne de l'Est   | 5   | 3 | 2 | 1 | 6  | 5  | 1.2   | 126 | 132 | 0.955 |
| 3 | France               | 4   | 3 | 1 | 2 | 6  | 8  | 0.75  | 169 | 176 | 0.96  |
| 4 | Allemagne de l'Ouest | 3   | 3 | 0 | 3 | 2  | 9  | 0.222 | 98  | 156 | 0.628 |

### Poule B -Bourgas

#### Classement
| # | Équipe          | Pts | J | G | P | Sp | Sc | Ratio | Pp  | Pc  | Ratio |
| - | --------------- | --- | - | - | - | -- | -- | ----- | --- | --- | ----- |
| 1 | Pologne         | 6   | 3 | 3 | 0 | 9  | 1  | 9     | 146 | 76  | 1.921 |
| 2 | Tchécoslovaquie | 5   | 3 | 2 | 1 | 7  | 4  | 1.75  | 141 | 121 | 1.165 |
| 3 | Italie          | 4   | 3 | 1 | 2 | 3  | 6  | 0.5   | 100 | 103 | 0.971 |
| 4 | Espagne         | 3   | 3 | 0 | 3 | 1  | 9  | 0.111 | 57  | 144 | 0.396 |

### Poule C -Varna

#### Classement
| # | Équipe      | Pts | J | G | P | Sp | Sc | Ratio | Pp  | Pc  | Ratio |
| - | ----------- | --- | - | - | - | -- | -- | ----- | --- | --- | ----- |
| 1 | Roumanie    | 6   | 3 | 3 | 0 | 9  | 6  | 1.5   | 198 | 188 | 1.053 |
| 2 | Bulgarie    | 5   | 3 | 2 | 1 | 8  | 5  | 1.6   | 173 | 157 | 1.102 |
| 3 | Finlande    | 4   | 3 | 1 | 2 | 5  | 6  | 0.833 | 142 | 146 | 0.973 |
| 4 | Yougoslavie | 3   | 3 | 0 | 3 | 4  | 9  | 0.444 | 153 | 175 | 0.874 |

## Phase finale

### Poule 1 à 6 -Varna

#### Classement
| # | Équipe             | Pts | J | G | P | Sp | Sc | Ratio | Pp  | Pc  | Ratio |
| - | ------------------ | --- | - | - | - | -- | -- | ----- | --- | --- | ----- |
| 1 | URSS               | 10  | 5 | 5 | 0 | 15 | 2  | 7.5   | 250 | 131 | 1.908 |
| 2 | Pologne            | 9   | 5 | 4 | 1 | 12 | 5  | 2.4   | 241 | 174 | 1.385 |
| 3 | Bulgarie           | 7   | 5 | 2 | 3 | 9  | 11 | 0.818 | 226 | 264 | 0.856 |
| 4 | Tchécoslovaquie    | 7   | 5 | 2 | 3 | 10 | 13 | 0.769 | 274 | 307 | 0.893 |
| 5 | Roumanie           | 7   | 5 | 2 | 3 | 8  | 13 | 0.615 | 235 | 263 | 0.894 |
| 6 | Allemagne de l'Est | 5   | 5 | 0 | 5 | 5  | 15 | 0.333 | 195 | 282 | 0.691 |

### Poule 7 à 12 -Pazardjik

#### Classement
| #  | Équipe               | Pts | J | G | P | Sp | Sc | Ratio | Pp  | Pc  | Ratio |
| -- | -------------------- | --- | - | - | - | -- | -- | ----- | --- | --- | ----- |
| 7  | Italie               | 10  | 5 | 5 | 0 | 15 | 3  | 5     | 253 | 158 | 1.601 |
| 8  | France               | 9   | 5 | 4 | 1 | 12 | 8  | 1.5   | 270 | 238 | 1.134 |
| 9  | Finlande             | 7   | 5 | 2 | 3 | 11 | 10 | 1.1   | 256 | 259 | 0.988 |
| 10 | Yougoslavie          | 7   | 5 | 2 | 3 | 6  | 9  | 0.667 | 169 | 177 | 0.955 |
| 11 | Allemagne de l'Ouest | 6   | 5 | 1 | 4 | 8  | 13 | 0.615 | 236 | 258 | 0.915 |
| 12 | Espagne              | 6   | 5 | 1 | 4 | 5  | 4  | 1.25  | 171 | 265 | 0.645 |

## Palmarès
| Place              | Équipe               |
| ------------------ | -------------------- |
| Médaille d'or      | URSS                 |
| Médaille d'argent  | Pologne              |
| Médaille de bronze | Bulgarie             |
| 4                  | Tchécoslovaquie      |
| 5                  | Roumanie             |
| 6                  | Allemagne de l'Est   |
| 7                  | Italie               |
| 8                  | France               |
| 9                  | Finlande             |
| 10                 | Allemagne de l'Ouest |
| 11                 | Yougoslavie          |
| 12                 | Espagne              |